# Visla

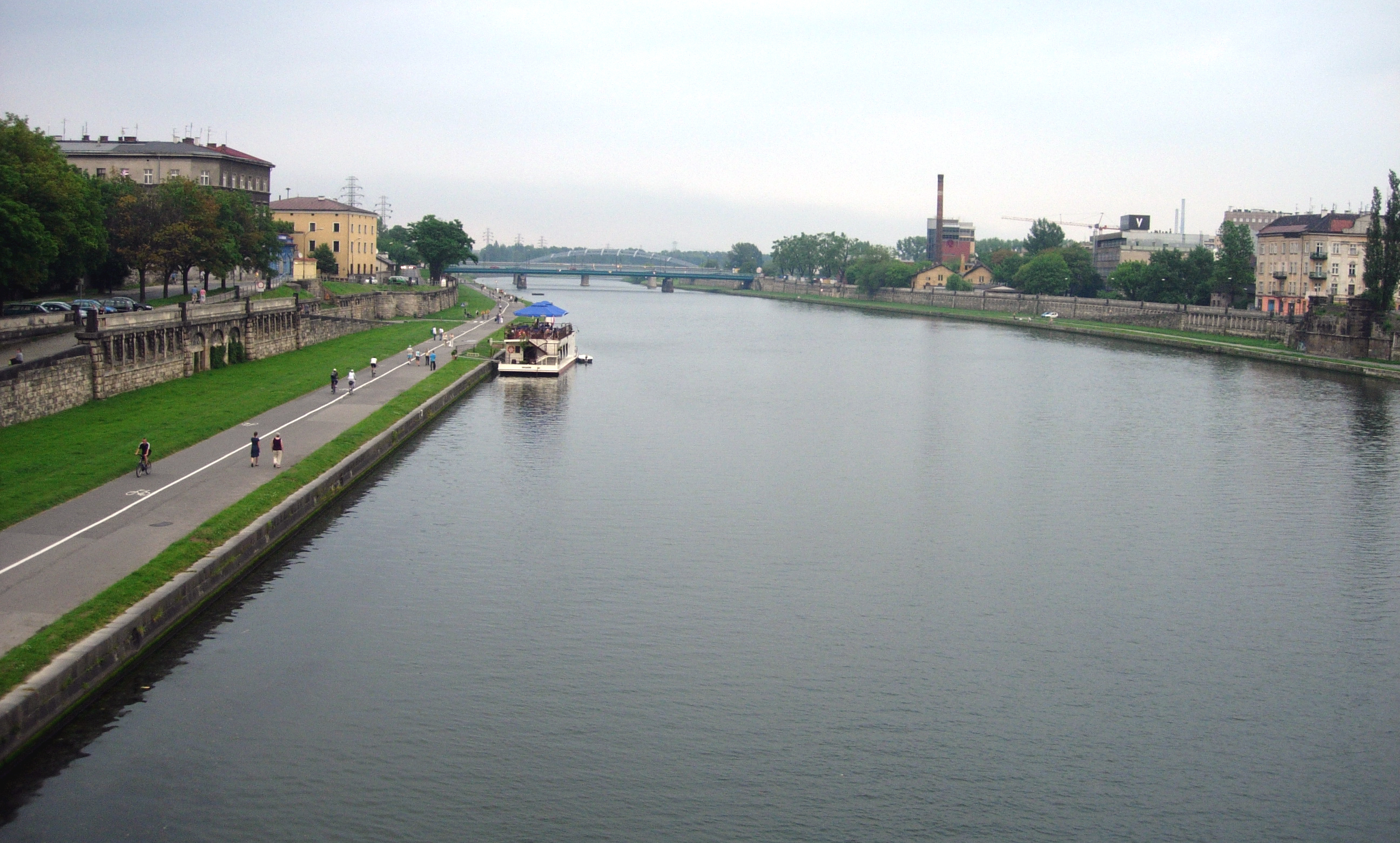
Visla v Krakově

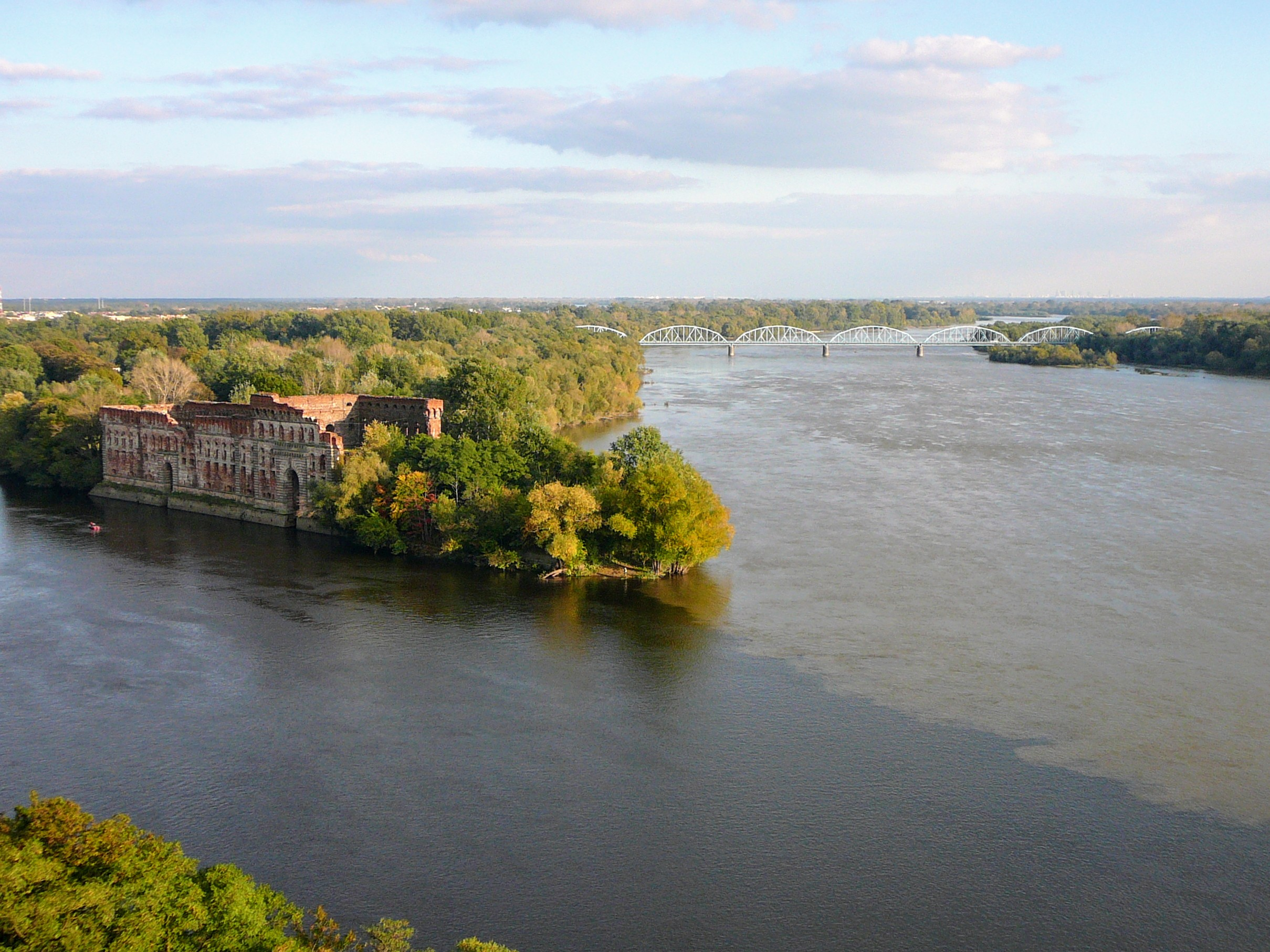
Ústí Narwe do Visly

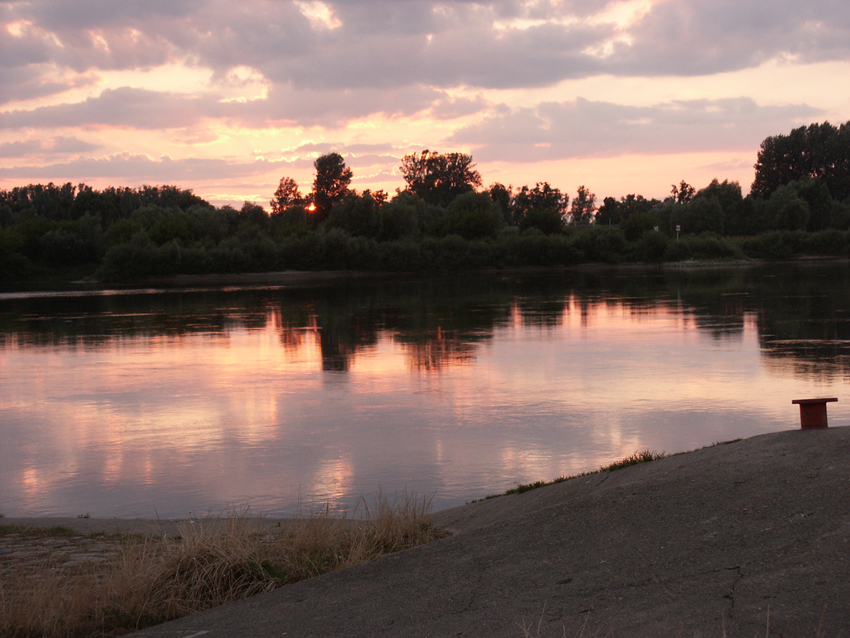
Visla u města Grudziądz

Visla (polsky Wisła, německy Weichsel, latinsky Vistula) je nejdůležitější a nejdelší řeka v Polsku. Zároveň je také nejdelším a druhým nejvodnatějším (po Něvě) přítokem Baltského moře. Protéká středem země od jihu k severu, přičemž zasahuje (nebo aspoň tvoří hranici) na území osmi vojvodství (Slezské, Malopolské, Svatokřížské, Podkarpatské, Lublinské, Mazovské, Kujavsko-pomořského vojvodství, Pomořského vojvodství). Je 1047 km dlouhá. Povodí má rozlohu 194 424 km² (z toho přibližně 150 000 km² v Polsku).

## Průběh toku
Pramení v nadmořské výšce 1106 m, na západním svahu Beraní hory v těšínských Slezských Beskydech jako Bílá a Černá Viselka. Tok Visly se dělí na tři části. Horní tok začíná u pramenů a končí u města Sandoměř. Prvních 60 km v Beskydech má charakter horské bystřiny. Pod Krakovem se díky mnoha přítokům z Karpat stává vodnější. Šířka koryta pod ústím Dunajce už dosahuje 200 m a pod ústím Sanu už 600 až 1000 m. V těch místech začíná střední tok, který vede až k soutoku s Narwí. Dolní tok pak níže až k ústí do Baltského moře. Na středním a dolním toku je Visla typická rovinná řeka, která teče v široké a místy terasovité dolině. Koryto je členité a místy se dělí na ramena a průtoky. Tvar koryta je nestálý a vyskytuje se v něm množství mělčin a prahů. Pod Toruní je koryto plně regulováno a výše jsou aspoň zpevněny břehy v místech, kde nejvíce hrozí podemílání. Ve vzdálenosti 50 km začíná delta. Nejvyšší bod povodí leží v nadmořské výšce 2655 m (Gerlachovský štít v Tatrách). Asymetrie povodí (pravobřežního ku levobřežnímu) činí 73:27 %.

### Geomorfologické jednotky na Visle seřazené podle směru toku
Přehled geomorfologických celků a jejich řazení, je uveden v následující tabulce nebo např. v referenci.
| Název vodního toku                   | Geomorfologický celek           | Geomorfologická oblast                                | Geomorfologická subprovincie                           | Geomorfologická provincie                                                | Geomorfologický subsystémem                        | Země   |
| ------------------------------------ | ------------------------------- | ----------------------------------------------------- | ------------------------------------------------------ | ------------------------------------------------------------------------ | -------------------------------------------------- | ------ |
| Biała Wisełka, Czarna Wisełka, Wisla | Beskid Śląski (Slezské Beskydy) | Beskidy Zachodnie (Západní Beskydy)                   | Zewnętrzne Karpaty Zachodnie (Vnější Západní Karpaty)  | Karpaty Zachodnie z Podkarpaciem Zachodnim i Północnym (Západní Karpaty) | Karpaty                                            | Polsko |
| Wisla                                | Pogórze Śląskie                 | Pogórze Zachodniobeskidzkie (Západobeskydské podhůří) | Zewnętrzne Karpaty Zachodnie (Vnější Západní Karpaty)  | Karpaty Zachodnie z Podkarpaciem Zachodnim i Północnym (Západní Karpaty) | Karpaty                                            | Polsko |
| Wisla                                | Dolina Górnej Wisły             | Kotlina Oświęcimska                                   | Podkarpacie Północne (Severní Vněkarpatské sníženiny)  | Karpaty Zachodnie z Podkarpaciem Zachodnim i Północnym (Západní Karpaty) | Karpaty                                            | Polsko |
| Wisla                                | Rów Skawiński                   | Brama Krakowska (Krakovská brána)                     | Podkarpacie Północne (Severní Vněkarpatské sníženiny)  | Karpaty Zachodnie z Podkarpaciem Zachodnim i Północnym (Západní Karpaty) | Karpaty                                            | Polsko |
| Wisla                                | Pomost Krakowski                | Brama Krakowska (Krakovská brána)                     | Podkarpacie Północne (Severní Vněkarpatské sníženiny)  | Karpaty Zachodnie z Podkarpaciem Zachodnim i Północnym (Západní Karpaty) | Karpaty                                            | Polsko |
| Wisla                                | Nizina Nadwiślańska             | Kotlina Sandomierska                                  | Podkarpacie Północne (Severní Vněkarpatské sníženiny)  | Karpaty Zachodnie z Podkarpaciem Zachodnim i Północnym (Západní Karpaty) | Karpaty                                            | Polsko |
| Wisla                                | Małopolski Przełom Wisły        | Wyżyna Lubelska                                       | Wyżyna Lubelsko-Lwowska                                | Wyżyny Polskie (Polské vysočiny)                                         | Pozaalpejska Europa Środkowa (Epihercynské nížiny) | Polsko |
| Wisla                                | Dolina Środkowej Wisły          | Nizina Środkowomazowiecka                             | Niziny Środkowopolskie (Středopolské nížiny)           | Niż Środkowoeuropejski (Středoevropská nížina)                           | Pozaalpejska Europa Środkowa (Epihercynské nížiny) | Polsko |
| Wisla                                | Kotlina Warszawska              | Nizina Środkowomazowiecka                             | Niziny Środkowopolskie (Středopolské nížiny)           | Niż Środkowoeuropejski (Středoevropská nížina)                           | Pozaalpejska Europa Środkowa (Epihercynské nížiny) | Polsko |
| Wisla                                | Kotlina Płocka                  | Pradolina Toruńsko-Eberswaldzka                       | Pojezierza Południowobałtyckie (Jiho baltské pojezeří) | Niż Środkowoeuropejski (Středoevropská nížina)                           | Pozaalpejska Europa Środkowa (Epihercynské nížiny) | Polsko |
| Wisla                                | Nieszawski Przełom Wisły        | Pradolina Toruńsko-Eberswaldzka                       | Pojezierza Południowobałtyckie (Jiho baltské pojezeří) | Niż Środkowoeuropejski (Středoevropská nížina)                           | Pozaalpejska Europa Środkowa (Epihercynské nížiny) | Polsko |
| Wisla                                | Kotlina Toruńska                | Pradolina Toruńsko-Eberswaldzka                       | Pojezierza Południowobałtyckie (Jiho baltské pojezeří) | Niż Środkowoeuropejski (Středoevropská nížina)                           | Pozaalpejska Europa Środkowa (Epihercynské nížiny) | Polsko |
| Wisla                                | Dolina Fordońska                | Dolina Dolnej Wisły                                   | Pojezierza Południowobałtyckie (Jiho baltské pojezeří) | Niż Środkowoeuropejski (Středoevropská nížina)                           | Pozaalpejska Europa Środkowa (Epihercynské nížiny) | Polsko |
| Wisla                                | Kotlina Grudziądzka             | Dolina Dolnej Wisły                                   | Pojezierza Południowobałtyckie (Jiho baltské pojezeří) | Niż Środkowoeuropejski (Středoevropská nížina)                           | Pozaalpejska Europa Środkowa (Epihercynské nížiny) | Polsko |
| Wisla                                | Dolina Kwidzyńska               | Dolina Dolnej Wisły                                   | Pojezierza Południowobałtyckie (Jiho baltské pojezeří) | Niż Środkowoeuropejski (Středoevropská nížina)                           | Pozaalpejska Europa Środkowa (Epihercynské nížiny) | Polsko |
| Wisla                                | Żuławy Wiślane                  | Pobrzeże Gdańskie                                     | Pobrzeża Południowobałtyckie (Jiho baltské pobřeží)    | Niż Środkowoeuropejski (Středoevropská nížina)                           | Pozaalpejska Europa Środkowa (Epihercynské nížiny) | Polsko |
| Wisla                                | Mierzeja Wiślana                | Pobrzeże Gdańskie                                     | Pobrzeża Południowobałtyckie (Jiho baltské pobřeží)    | Niż Środkowoeuropejski (Středoevropská nížina)                           | Pozaalpejska Europa Środkowa (Epihercynské nížiny) | Polsko |

### Přítoky
- zleva – Kamienna, Przemsza, Nida, Pilica, Nidzica, Bzura, Brda, Wda, Wierzyca, Motława
- zprava – Bělá, Soła, Skawa, Raba, Dunajec, Wisłoka, San, Kurówka, Wieprz, Narew s Bugem, Drwęca.

### Delta
Ve vzdálenosti asi 60 km od ústí tvoří širokou říční deltu (Žulawy) s několika rameny. Dvě hlavní jsou Leniwka (levé) a Nogat (pravé). Prochází do Gdaňského zálivu a Viselského zálivu. Část delty leží pod úrovní hladiny světového oceánu a je chráněna hrázemi.
Do 14. století se ústí Visly dělilo na hlavní východní rameno, Vislu Elbląskou a menší západní rameno, Vislu Gdaňskou. Od roku 1371 se hlavním ramenem stává Visla Gdaňská. Po povodni v roce 1840 se vytváří další rameno, Visla Smělá. V letech 1890–95 byl proveden průkop v okolí města Świbno. V dějinách došlo mnohokrát ke katastrofálním povodním, mj. v letech: 1813, 1844, 1888, 1934, 1960.

## Vodní režim
Vodní režim je ve značné míře ovlivněn přítoky, které stékají z Karpat. Na jaře dochází k vzestupu hladiny díky tajícímu sněhu. V létě i v zimě dochází k povodním. Rychlé a vysoké (až 10 m) vzestupy hladiny způsobují někdy až katastrofální škody. V zimě může také docházet k vzestupu hladiny z důvodu ucpání koryta ledem. Mezi povodněmi je řeka mělká, což znesnadňuje lodní dopravu. Průměrný dlouhodobý průtok činí v Krakově 84 m³/s, ve Varšavě 590 m³/s a u Tczewa nedaleko ústí 1054 m³/s. Ledová pokrývka je především na horním toku nestálá.

## Využití
Řeka je splavná v délce 940 km od ústí k městu Brzeszcze. Pomocí umělých kanálů je spojena se třemi sousedními povodími.
- Bydhošťský kanál a řeky Noteć a Warta s Odrou,
- Augustovský kanál a řeka Czarna Hańcza s Němenem,
- Dněpersko-bugský kanál a řeka Pripjať s Dněprem

## Osídlení
Nejdůležitější města ležící na řece Krakov, Tarnobřeh, Sandoměř, Puławy, Varšava, Płock, Włocławek, Toruň, Bydhošť (městská část Fordon), Grudziądz, Malbork (na rameni delty Nogatu), Tczew, Gdaňsk (na rameni delty Leniwky).